# 烏弗斯島
67°28′S 61°8′E / 67.467°S 61.133°E
烏弗斯島（英語：Ufs Island）是南極洲的島嶼，位於霍華德灣，處於艾利森灣以西4公里，寬3.2公里，該島嶼在1931年2月由探險隊發現，由挪威製圖師根據該國探險隊的空中照片繪入地圖。